# Calla palustris
Calla es un género monotípico de plantas fanerógamas de la familia Araceae, contiene una sola especie Calla palustris, el aro de agua. Es nativa de las regiones frías del hemisferio norte, en el este, norte y centro de Europa, Francia y Noruega, norte de Asia y Norteamérica (Alaska, Canadá, nordeste de EE. UU.). Es el único miembro de la subfamilia Calloideae.

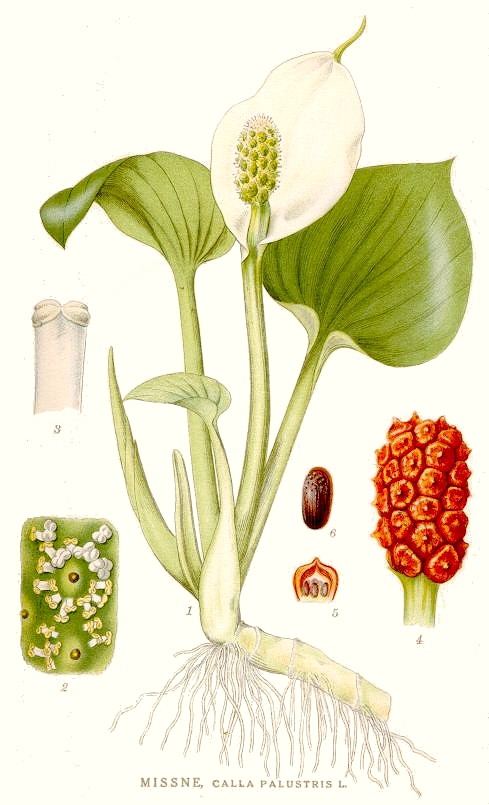
Ilustración

## Descripción
Es una planta rizomatosa, herbácea perenne que crece en charcas y pantanos. Las hojas son redondeadas casi parecidas a un corazón con 6-12 cm de largo y 4-12 cm de ancho con un peciolo de 10-20 cm. Las flores se producen en espádice con inflorescencias de color amarillo verdoso. El fruto es un racimo de rojas cerezas, conteniendo cada una varias semillas.

## Propiedades
La planta es muy venenosa cuando está fresca debido al ácido oxálico que contiene, pero los rizomas son comestibles una vez hervidos o secos. 

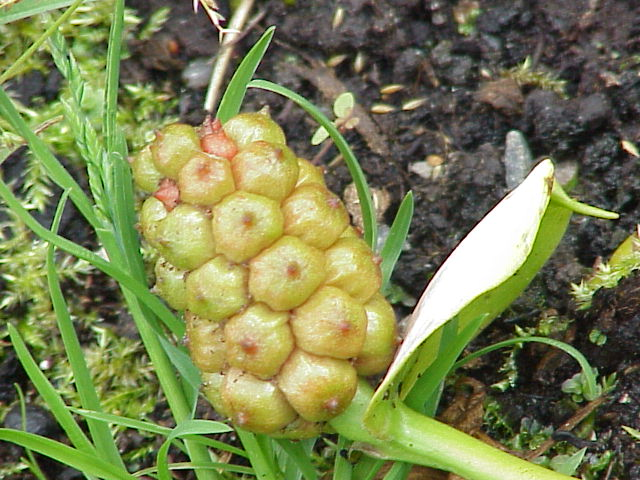
Frutos inmaduros.

Es usado contra el reuma. Utilizado en el tratamiento de los resfriados y la gripe. Un té hecho de la raíz seca se ha usado en el tratamiento de la gripe, sangrado y como cataplasma en edemas y mordeduras de serpientes. Los tallos aéreos se han utilizado en el tratamiento del dolor en las piernas.

## Taxonomía
Calla palustris fue descrito por Carlos Linneo y publicado en Species Plantarum 2: 968, en 1753.

#### Etimología
Calla: nombre genérico que deriva de las palabras griegas καλλόϛ (kallós); "bonito", κάλλα (kálla) o κάλλε (kálle): "hermoso" o "belleza", en referencia a la apariencia elegante y hermosa de las flores de las plantas en este género.
palustris: epíteto latino que significa "de los pantanos", "palustre", "del agua" o "que crece en los pantanos", pues se desarrolla en terrenos muy húmedos y encharcados.

#### Sinonimia
- Callaion palustris (L.) Raf., New Fl. 2: 90 (1837).
- Provenzalia palustris (L.) Raf., New Fl. 2: 90 (1837).
- Calla ovatifolia Gilib., Excerc. Phyt. 2: 452 (1792), opus utique oppr.
- Calla cordifolia Stokes, Bot. Mat. Med. 4: 326 (1812).
- Callaion bispatha (Raf.) Raf., New Fl. 2: 90 (1837).
- Callaion brevis (Raf.) Raf., New Fl. 2: 90 (1837).
- Callaion heterophylla (Raf.) Raf., New Fl. 2: 90 (1837).
- Provenzalia bispatha Raf., New Fl. 2: 90 (1837).
- Provenzalia brevis Raf., New Fl. 2: 90 (1837).
- Provenzalia heterophyla Raf., New Fl. 2: 90 (1837).
- Dracunculus paludosus Montandon, Guide Bot.: 309 (1868).
- Calla generalis E.H.L.Krause in Sturm, Deutschl. Fl., ed. 2, 1: 180 (1906)
- Calla brevis (Raf.) Á.Löve & D.Löve, Bot. Not. 128: 505 (1975 publ. 1976).[6]